# Кубок Чернігівської області з футболу 2005
Кубок Чернігівської області з футболу 2005 — 57-й розіграш Кубка Чернігівської області з футболу.
Всі етапи окрім фіналу проходили в одну зустріч.

## Учасники
В цьому розіграші Кубку узяли участь 13 клубів.
| - «Авангард-Фортуна» (Количівка) - «Авангард» (Корюківка) - ФК «Борзна» (Борзна) - «Домобудівник» (Чернігів) - «Дружба-Нова» (Варва) - «Європа» (Прилуки) - «Єдність» (Плиски) - «Зірка» (Десна) - ФК «Ніжин» (Ніжин) - «Полісся» (Добрянка) - «Ревна» (Семенівка) - «Технікум» (Сосниця) - «Штурм» (Ріпки) |

## 1/8 фіналу
| Команда 1  | Команда 2          | Рахунок |
| ---------- | ------------------ | ------- |
| «Єдність»  | ФК «Борзна»        | 5:0     |
| «Полісся»  | «Штурм»            | 3:1     |
| «Технікум» | «Домобудівник»     | 2:3     |
| «Зірка»    | «Авангард-Фортуна» | 0:1     |
| «Ревна»    | «Авангард»         | 0:4     |

## 1/4 фіналу
| Команда 1          | Команда 2      | Рахунок |
| ------------------ | -------------- | ------- |
| ФК «Ніжин»         | «Домобудівник» | 2:0     |
| «Авангард-Фортуна» | «Єдність»      | 0:2     |
| «Полісся»          | «Авангард»     | 0:2     |
| «Європа»           | «Дружба-Нова»  | 2:0     |

## 1/2 фіналу
| Команда 1  | Команда 2  | Рахунок          |
| ---------- | ---------- | ---------------- |
| «Єдність»  | ФК «Ніжин» | 2:1              |
| «Авангард» | «Європа»   | 2:2 (по пен -:+) |

## Фінал
| Команда 1 | Заг. | Команда 2 | 1-й матч | 2-й матч |
| --------- | ---- | --------- | -------- | -------- |
| «Єдність» | 3:1  | «Європа»  | 0:1      | 3:0      |